# Coagan
Coagan (en kvène : Suokalma) est une île norvégienne appartenant à la commune de Porsanger du comté de Finnmark. Elle est étendue sur 1.35 km².
Coagan est située dans le Porsangerfjorden dont elle est l'une des nombreuses îles. 